# Indiana Jones et la Dernière Croisade
Série Indiana Jones
Le Temple maudit
(1984) Le Royaume du crâne de cristal
(2008)
Pour plus de détails, voir Fiche technique et Distribution.
Indiana Jones et la Dernière Croisade (Indiana Jones and the Last Crusade) est un film d'aventures américain réalisé par Steven Spielberg, produit et coécrit par George Lucas, sorti en 1989.
Il s'agit du troisième volet de la série de cinq films centrés sur le personnage d'Indiana Jones incarné par Harrison Ford.

## Synopsis

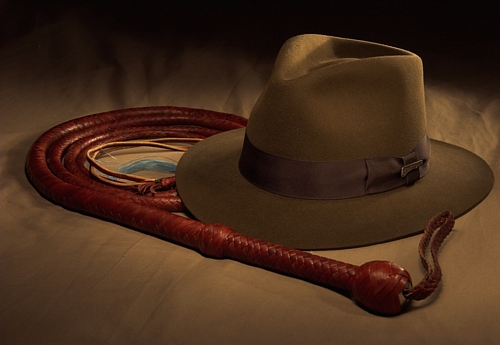
Dans la première partie du film, on apprend comment Indiana Jones reçoit son chapeau (un fedora) et son fouet.

Utah, 1912. Le jeune Indiana Jones (River Phoenix) fait partie d'une troupe de scouts quand il surprend des pilleurs de tombes dans une grotte. Il leur dérobe un objet précieux, la croix de Coronado, leur échappe après une longue poursuite et se voit finalement contraint de la leur restituer.
Côtes portugaises, 1938. Indiana Jones (Harrison Ford) récupère in extremis la croix de Coronado qui lui a échappé vingt-six ans plus tôt, et rentre aux États-Unis.
Venise, Italie, 1939. Dans un monde à la veille de la Seconde Guerre mondiale, les Nazis se lancent en quête du Saint Graal. Face à eux, un éminent médiéviste, le père d'Indiana, Henry Jones (Sean Connery), poursuit la quête de sa vie à la recherche de cet objet légendaire. Quand son père disparaît à Venise, Indiana Jones est informé par le riche américain Walter Donovan (Julian Glover). Ce dernier lui transmet le journal de son père, lançant Indiana sur sa trace pour le retrouver. Il rencontre à Venise une charmante archéologue autrichienne, Elsa Schneider (Alison Doody), qui collaborait avec son père avant sa disparition. Tous les deux découvrent, sous une bibliothèque, des catacombes inexplorées des chevaliers du Graal, ainsi qu'une tombe avec une inscription donnant des indices sur l'emplacement du Graal.
Ils sont bientôt pris en chasse par des membres de la confrérie de l'épée cruciforme, gardiens de ce secret, qui craignent un éventuel sacrilège. Après avoir capturé l'un de ses membres et l'avoir persuadé de ses bonnes intentions, Indiana apprend de lui que son père est en réalité séquestré par des Allemands dans un château autrichien. Une fois à l'hôtel, Indy et Elsa découvrent que leurs chambres ont été fouillées. Indy décide alors de révéler à Elsa l'existence du journal de son père, dont il lui avait consciencieusement caché l'existence. Elsa est furieuse de ne pas avoir été mise dans la confidence ; Indy lui réplique qu'il compte sauver son père comme il l'entend. Il embrasse Elsa par surprise. Offusquée, Elsa demande à Indy comment il a osé l'embrasser. Contre toute attente, cette dernière répond à son baiser avec un autre encore plus passionné et les deux amants s'enlacent à même le sol. 

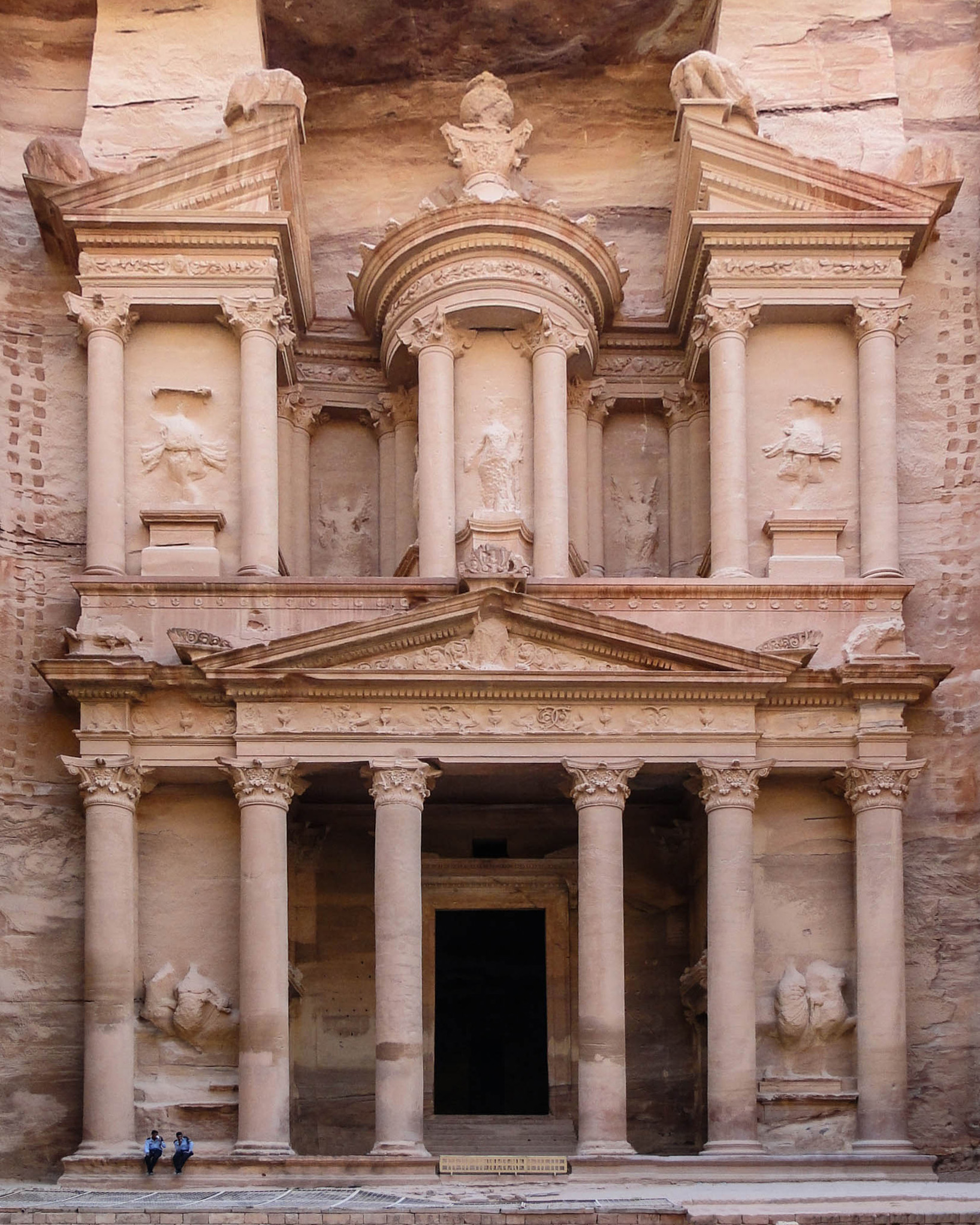
Le Khazneh, à Pétra (Jordanie), a servi de décor pour la scène finale du film.

Autriche. Indiana s'infiltre dans le château et libére son père. Ils sont immédiatement repris. Indiana découvre qu'il a été piégé par Elsa et par Donovan, qui travaillent pour les Nazis. Les Jones s'échappent à nouveau, traversent la frontière et récupèrent à Berlin (où Indiana fait face à Hitler) le journal où Henri Jones avait noté ses recherches sur le Graal, qu'Elsa leur avait pris. Ils quittent l'Allemagne en Zeppelin après une poursuite mouvementée. 
Alexandretta, en turc : İskenderun, au Hatay. Sur les traces du Saint Graal, ils apprennent de Sallah (John Rhys-Davies), un vieil ami égyptien d'Indiana (personnage du premier film), que Marcus Brody (Denholm Elliott), conservateur de musée et connaissant bien les Jones, à qui Indiana avait confié les indices recueillis, a été enlevé par les Nazis. Avec l'aide de la confrérie de l'épée cruciforme, les Jones et Sallah délivrent Brody d'un char d'assaut faisant partie du convoi Nazi tandis que Donovan et Elsa les devancent jusqu'au temple caché abritant le Graal.

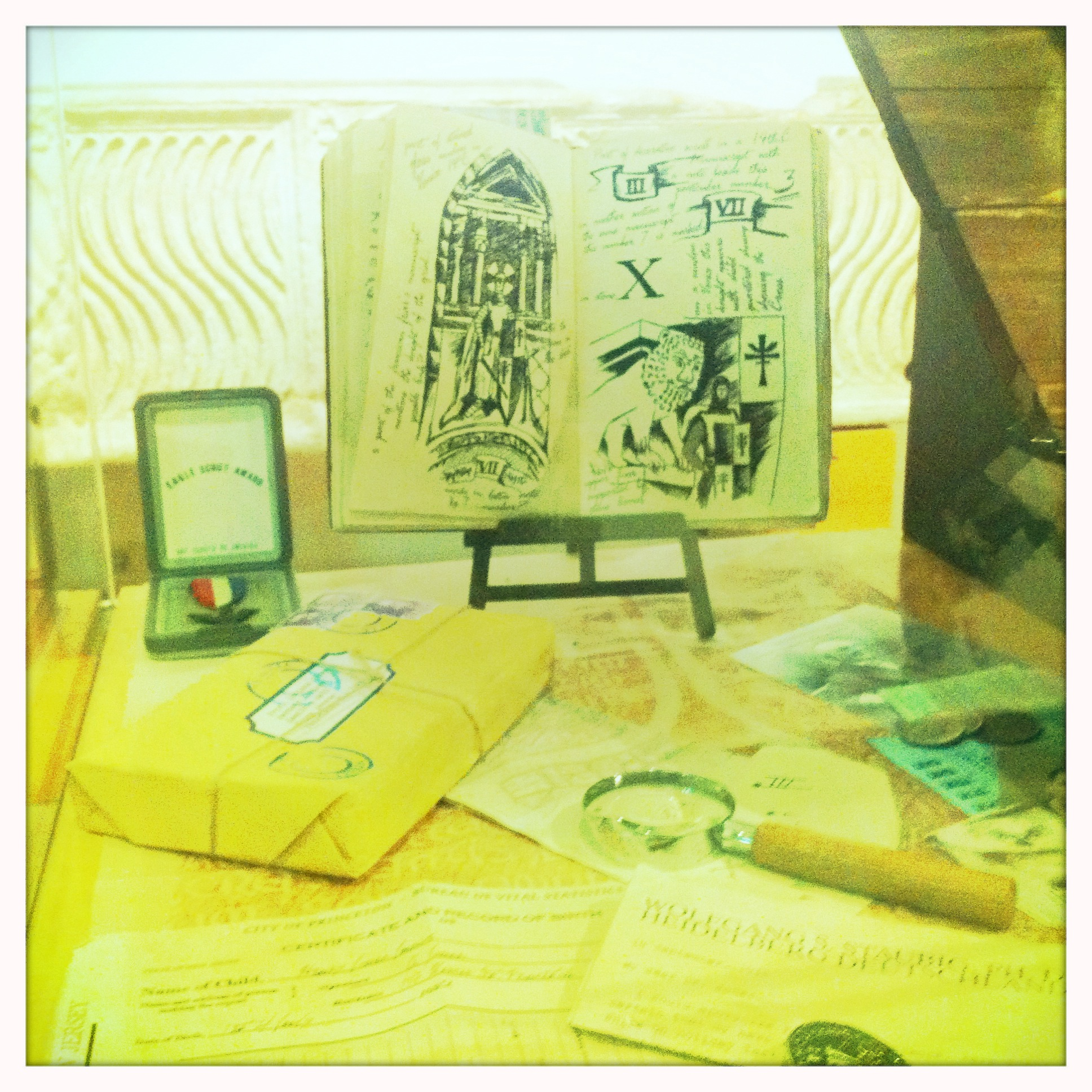
Le journal d'Henry Jones contenant toutes ses recherches sur le Graal.

Les Jones sont à nouveau capturés. Donovan tire une balle dans le ventre d'Henry pour qu'Indiana soit contraint de passer les épreuves qui conduisent au Graal (ceux qui ont tenté de les passer ont tous été rapidement tués). Boire à cette coupe s'avère désormais pour son père le seul moyen de survivre. Indiana réussit ces épreuves et arrive jusqu'au Graal, suivi par Elsa et Donovan. Un vieux chevalier, présent dans le temple depuis plus de sept siècles, lui explique que le Graal se trouve parmi les dizaines de coupes exposées. Quasiment toutes sont raffinées, avec des métaux précieux. Quand Elsa désigne l'une d'entre elles, l'une des plus belles, à Donovan, celui-ci y boit en confiance, observant que c'est la plus belle coupe présente. Donovan se décrépit subitement et tombe en poussière. Indiana, se souvenant que Jésus-Christ est un simple charpentier, comme son père Joseph, choisit la plus modeste de toutes les coupes : c'est en effet le Graal. Il le rapporte à son père et guérit sa blessure. Le dernier chevalier du Graal les avertit que la coupe ne doit pas être emportée en dehors du temple. Elsa désobéit, provoquant ainsi un tremblement de terre. Elsa meurt en tentant d'attraper le Graal tombé dans une crevasse. Indiana essaie à son tour ; son père le persuade de laisser le Graal où il est. Les Jones, Brody et Sallah quittent le temple avant l'effondrement total de celui-ci.

## Fiche technique
Sauf indication contraire, les informations mentionnées dans cette section peuvent être confirmées par les bases de données cinématographiques IMDb et Allociné,  présentes dans la section « Liens externes ».

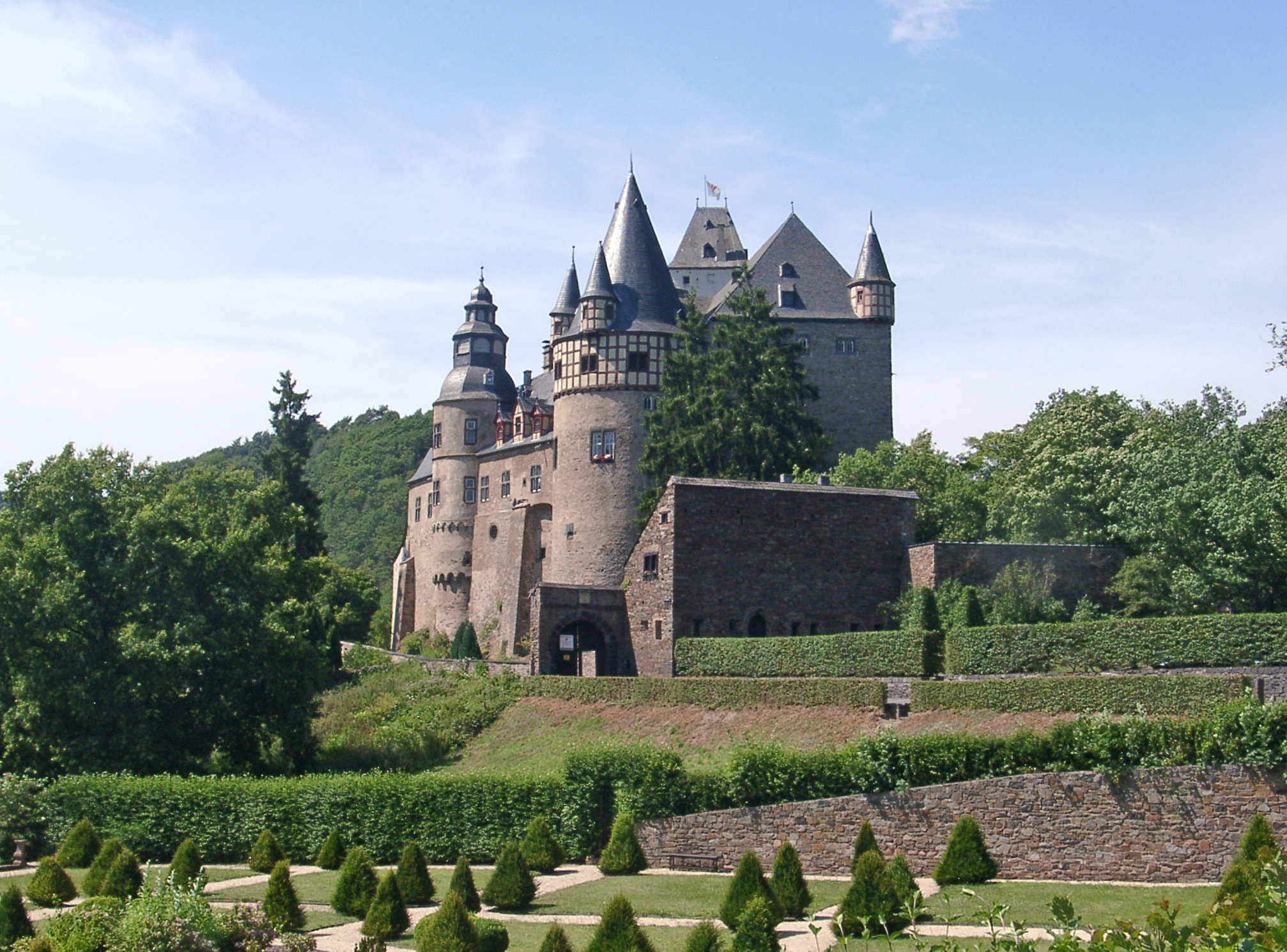
Le Château de Bürresheim, à Mayen (Allemagne), a servi comme le « Château de Brunwald » en Autriche près de la frontière allemande.

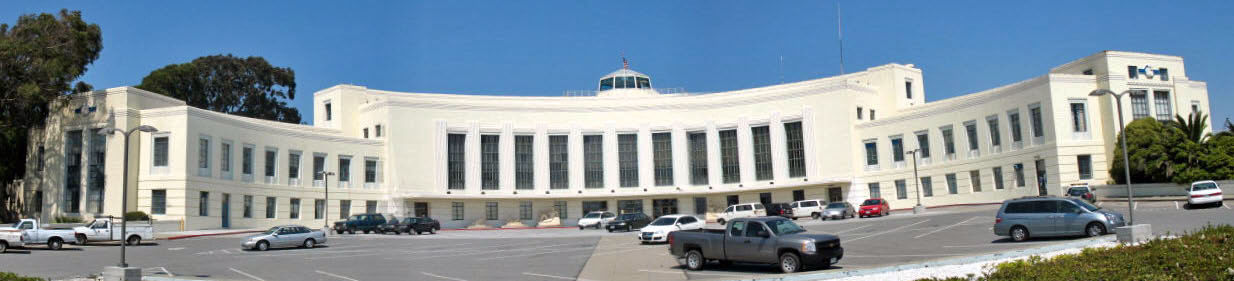
L'Administration Building, sur Treasure Island, à San Francisco, Californie, a servi comme « l'Aéroport de Berlin ».

- Titre original : Indiana Jones and the Last Crusade
- Titre français et québécois : Indiana Jones et la Dernière Croisade
- Réalisateur : Steven Spielberg
- Scénario : Jeffrey Boam
- Histoire : George Lucas et Menno Meyjes, d'après les personnages créés par George Lucas et Philip Kaufman
- Musique : John Williams
- Direction artistique : Stephen Scott
- Décors : Elliot Scott, Emilio Ardura et Peter Howitt[1]
- Costumes : Joanna Johnston et Anthony Powell
- Photographie : Douglas Slocombe et Paul Beeson (prises de vues additionnelles)
- Son : Ben Burtt, Shawn Murphy, Gary Summers
- Montage : Michael Kahn
- Producteur : Robert Watts
  - Production déléguée : George Lucas et Frank Marshall
  - Production associée : Arthur F. Repola
- Sociétés de production : Lucasfilm Ltd., présenté par Paramount Pictures
- Sociétés de distribution : Paramount Pictures (États-Unis et Québec) ; United International Pictures (France)
- Budget : 48 millions de $[2],[3]
- Pays de production :  États-Unis
- Langues originales : anglais, allemand, grec, arabe
- Format : couleur (DeLuxe)
  - Version 35 mm — 2,39:1 (CinemaScope / Panavision) — son Dolby stéréo
  - Version 70 mm — 2,20:1 (Panavision 70) — son Stéréo 6 pistes
- Genre : Aventure, action et fantastique
- Durée : 127 minutes
- Dates de sortie :
  - États-Unis, Québec : 24 mai 1989[4]
  - Suisse romande : 22 septembre 1989[5]
  - France : 18 octobre 1989
- Classification :
  - États-Unis : accord parental recommandé, film déconseillé aux moins de 13 ans (PG-13 - Parents Strongly Cautioned)
  - France : tous publics (conseillé à partir de 10 ans)[6],[7]
  - Québec : tous publics (G - General Rating)[4]

## Distribution
- Harrison Ford (VF : Richard Darbois) : Pr Indiana Jones
- Sean Connery (VF : Jean-Claude Michel) : Pr Henry Jones, Sr.
- Denholm Elliott (VF : Jacques Ciron) : Dr Marcus Brody
- Alison Doody (VF : Céline Monsarrat) : Pr Elsa Schneider

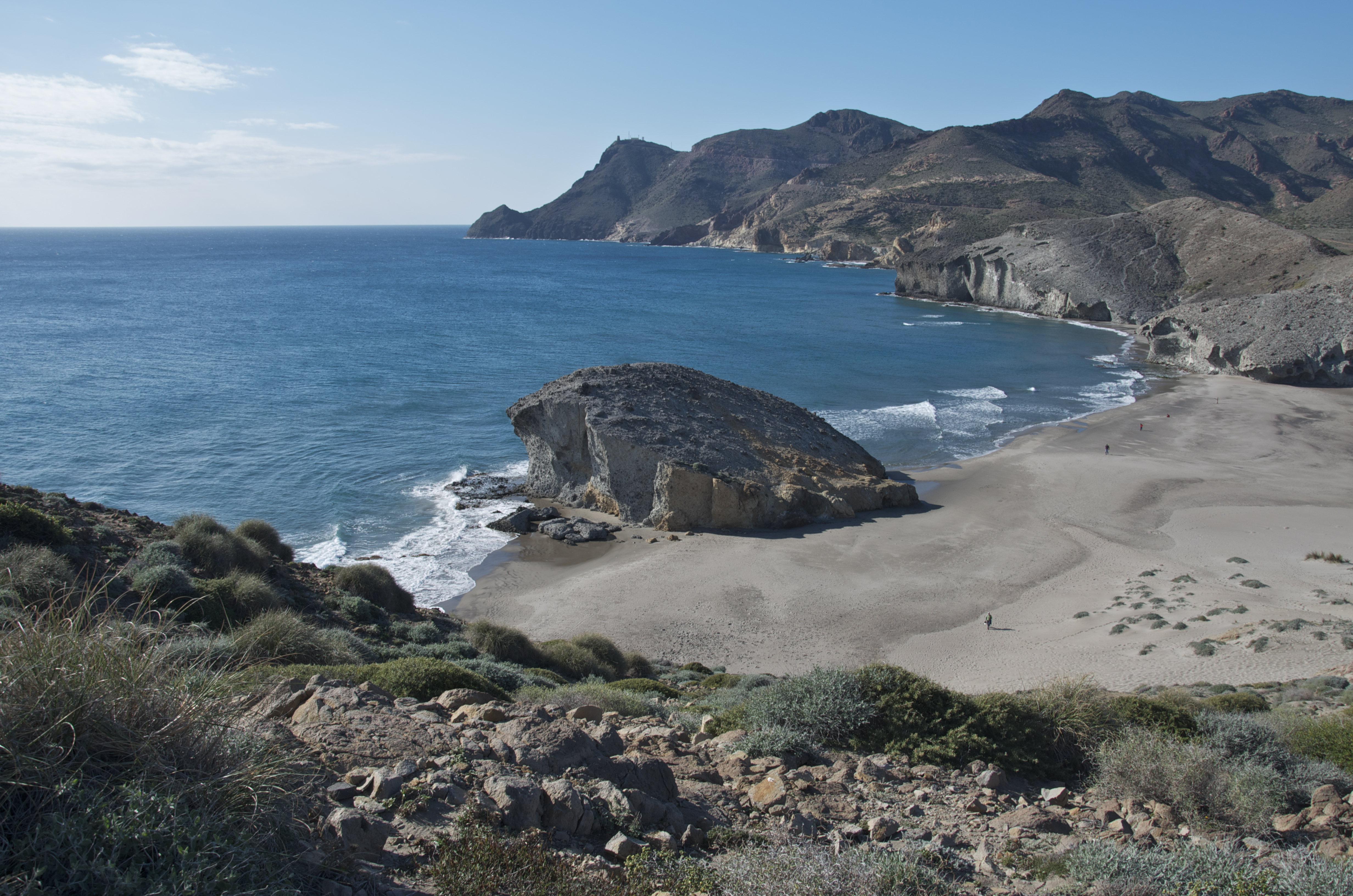
La plage de Mónsul dans le Parc naturel de Cabo de Gata-Níjar en Andalousie (Espagne).

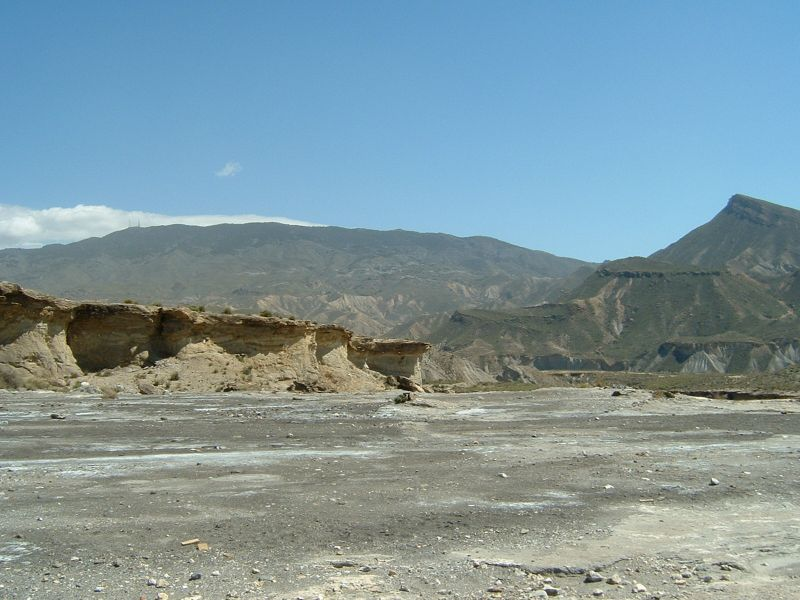
Le désert de Tabernas en Andalousie (Espagne).

- John Rhys-Davies (VF : Jacques Frantz) : Sallah Faisel el-Kahir
- Julian Glover (VF : Pierre Hatet) : Walter Donovan
- River Phoenix (VF : Mathias Kozlowski) : Indiana Jones adolescent
- Michael Byrne (VF : Vincent Grass) : colonel Ernst Vogel
- Kevork Malikyan (VF : Mostéfa Stiti) : Kazim
- Robert Eddison (VF : Jacques Mauclair) : le chevalier du Graal
- Richard Young (VF : Michel Derain) : Garth, le pilleur de tombes au fedora
- Alexei Sayle (VF : Gilbert Lévy) : le Sultan
- Alex Hyde-White (VF : Jean-Claude Michel) : Pr Henry Jones, Sr., jeune
- Paul Maxwell (en) (VF : Michel Modo) : l'homme au panama
- Isla Blair (VF : Martine Meiraeghe) : Mme Donovan
- Vernon Dobtcheff : le majordome du château
- J. J. Hardy (VF : Franck Baugin) : Herman Mueller
- Bradley Gregg (en) (VF : Jean-François Vlérick) : Roscoe, un pilleur
- Larry Sanders : M. Havloc, le chef Scout
- Julie Eccles (VF : Régine Teyssot) : Irene
- Pat Roach : un officier de la Gestapo
- Eugene Lipinski (VF : Philippe Peythieu) : un homme de main de Donovan
- Nick Gillard : le soldat au périscope du char d'assaut (non crédité)
- Michael Sheard : Adolf Hitler (caméo, non crédité)
- Ronald Lacey : Heinrich Himmler (caméo, non crédité)
- Albert Evansky : Le bibliothécaire
- Vic Armstrong : cascadeur qui double Harrison Ford

 Source et légende : version française (VF) sur RS Doublage et Voxofilm

## Production

### Écriture
La première écriture du script, confiée à Chris Columbus, racontait l'histoire d'Indiana Jones partant sur la piste du Roi Singe (Sun Wukong) et de la fontaine de jouvence. Le scénario fera l'objet d'un second brouillon, mais Spielberg le rejettera à nouveau, n'ayant pas le courage d'aller tourner en pleine Afrique subsaharienne des scènes où Indiana Jones poursuit un tank nazi à dos de rhinocéros. George Lucas lui propose à nouveau de travailler sur l'histoire du Saint Graal, et propose d'y ajouter une dimension familiale en introduisant le père d'Indiana Jones. C'est cette idée qui sera le point de départ du nouveau script.

### Lieux de tournage

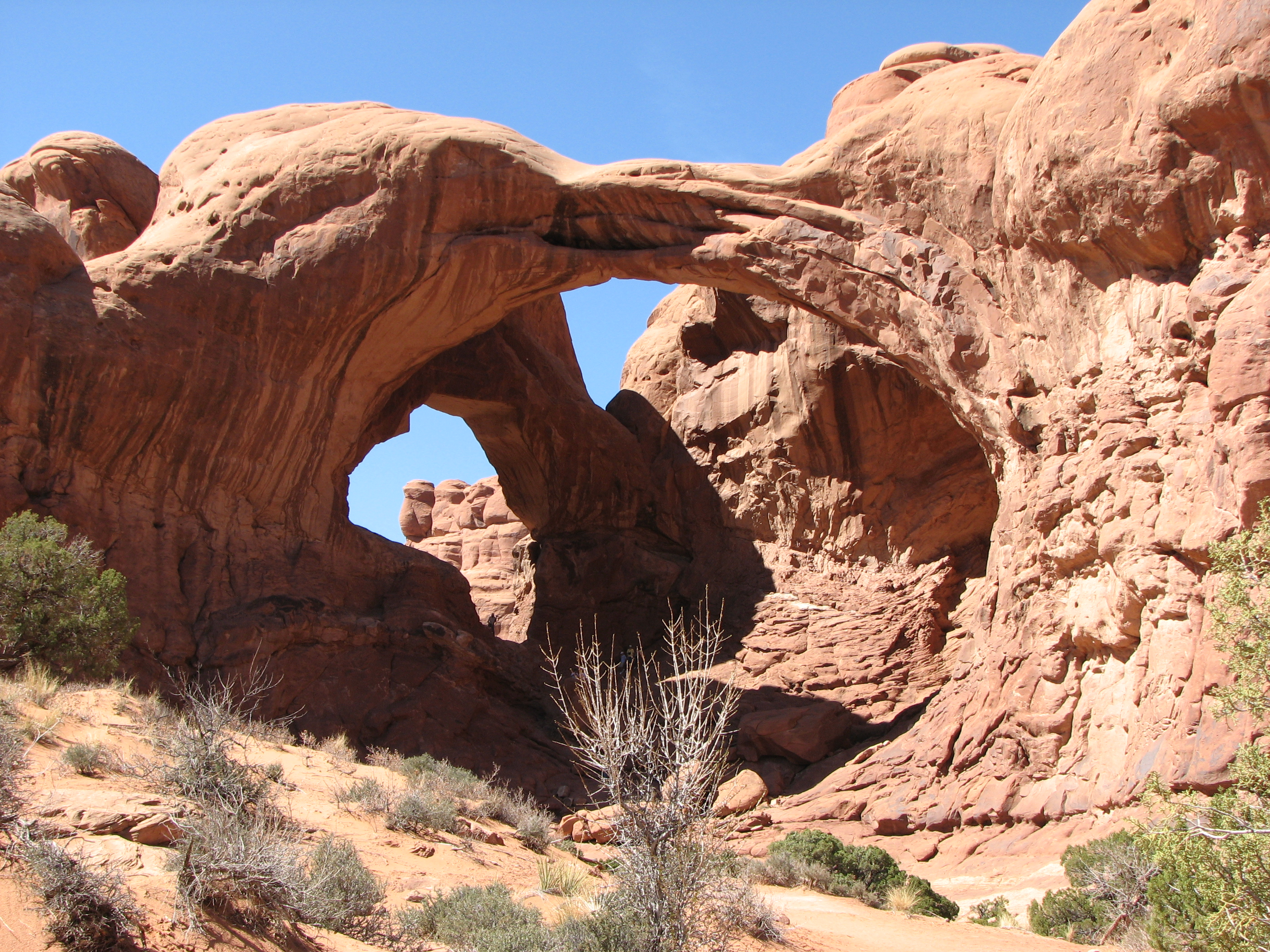
La Double Arch dans le parc national des Arches dans l'Utah.

La première séquence dans laquelle le jeune Indiana surprend les chasseurs de trésors et tente de s'enfuir avec la Croix de Coronado a été tournée au parc national des Arches, dans l'Utah aux États-Unis. Des séquences ont été tournées dans le désert de Tabernas en Andalousie (Espagne). La fin du film a été filmée sur le site de Pétra en Jordanie.

## Accueil

### Accueil critique
Le film recueille 88 % de critiques favorables, avec un score moyen de 7.9⁄10 et sur la base de 69 critiques collectées, sur le site Rotten Tomatoes. Sur le site Metacritic, il obtient un score de 65⁄100, sur la base de 14 critiques collectées.
En 2008, le magazine Empire le classe à la 306e place dans sa liste des 500 meilleurs films de tous les temps. Le film figure à la 103e place du Top 250 du classement des films de l'Internet Movie Database, basé sur les votes du public, avec une note moyenne de 8,7⁄10.
En France, le site Allociné propose une note moyenne de 4,4⁄5 à partir de l'interprétation de critiques provenant de 5 titres de presse.

### Box-office
Le film a rapporté 474 171 806 $ au box-office mondial dont 197 171 806 $ aux États-Unis. C'est le film qui a réalisé le plus de recettes en 1989 dans le monde entier. En France, il a réalisé 6 249 271 entrées. Voici un tableau résumant les principaux résultats enregistrés au box-office par le film : 
| Pays         | Box-office    | Pays      | Box-office  | Pays           | Box-office  |
| ------------ | ------------- | --------- | ----------- | -------------- | ----------- |
| États-Unis   | 197 171 806 $ | Taïwan    | 5 790 585 $ | Mexique        | 1 537 526 $ |
| Japon        | 49 440 469 $  | Suisse    | 5 594 941 $ | Singapour      | 1 252 693 $ |
| France       | 30 728 553 $  | Pays-Bas  | 5 257 958 $ | Afrique du Sud | 1 163 388 $ |
| Royaume-Uni  | 22 688 630 $  | Suède     | 4 731 891 $ | Autriche       | 1 123 640 $ |
| Italie       | 15 833 763 $  | Belgique  | 3 189 868 $ | Portugal       | 973 815 $   |
| Allemagne    | 15 695 037 $  | Hong Kong | 2 900 740 $ | Grèce          | 929 559 $   |
| Espagne      | 12 392 402 $  | Finlande  | 2 453 608 $ | Colombie       | 897 083 $   |
| Australie    | 11 621 611 $  | Norvège   | 2 258 960 $ | Malaisie       | 687 203 $   |
| Brésil       | 9 129 314 $   | Danemark  | 2 087 857 $ | Thaïlande      | 569 367 $   |
| Corée du Sud | 8 638 690 $   | Israël    | 1 551 150 $ | Philippines    | 492 390 $   |

## Distinctions
Entre 1989 et 2023, le film Indiana Jones et la Dernière Croisade a été sélectionné 21 fois dans diverses catégories et a remporté 6 récompenses,.

### Récompenses
1989
- Jupiter Awards : Meilleur acteur international pour Sean Connery.

1990
- BMI Film and TV Awards : Meilleure musique de film pour John Williams.
- Goldene Leinwand : Golden Screen[Note 1].
- Oscars : Oscar du meilleur montage de son pour Ben Burtt et Richard Hymns.
- Prix Hugo : Meilleure présentation dramatique pour Jeffrey Boam, Philip Kaufman, George Lucas, Menno Meyjes, Steven Spielberg et Philip Kaufman.

2023
- Inscription au temple de la renommée des meilleurs films de l'OFTA.

### Nominations
1990
- British Academy Film Awards :
  - Meilleur acteur dans un second rôle pour Sean Connery,
  - Meilleur son pour Ben Burtt, Tony Dawe, Richard Hymns, Shawn Murphy et Gary Summers,
  - Meilleurs effets spéciaux pour John Ellis, George Gibbs, Michael J. McAlister et Mark Sullivan.
- Golden Globe : Meilleur acteur dans un second rôle pour Sean Connery.
- Grammy Awards : Meilleur album de musique de fond instrumentale originale écrite pour un film ou une télévision pour John Williams.
- Japan Academy Prize : Meilleur film étranger.
- Oscars :
  - Meilleur son pour Ben Burtt, Tony Dawe, Shawn Murphy et Gary Summers,
  - Meilleure musique originale pour John Williams.
- Young Artist Awards : Meilleur film dramatique.

1991
- Academy of Science Fiction, Fantasy and Horror Films - Saturn Awards :
  - Meilleur film fantastique,
  - Meilleur acteur pour Harrison Ford,
  - Meilleur scénario pour Jeffrey Boam,
  - Meilleurs costumes pour Joanna Johnston et Anthony Powell.

2010
- 20/20 Awards : Meilleur design sonore.

### Sélection
- Festival du cinéma américain de Deauville 1989 : Premières - hors compétition pour Steven Spielberg.

## Éditions en vidéo
En France, le film Indiana Jones et la dernière Croisade est sorti en DVD le 13 mai 2008, puis sort en Blu-ray le 16 décembre 2013. Le film est également sorti en VOD le 21 novembre 2017.
À la suite des évolutions techniques afin d'améliorer la qualité d'image et de sons, le film sort dans une édition SteelBook 4K Ultra HD + Blu-ray le 17 août 2022, puis ressort en simple 4K Ultra HD le 7 juin 2023.

## Analyse